# Handball-Europameisterschaft der Männer 2026/Qualifikation
Die Qualifikation zur Teilnahme an der Handball-Europameisterschaft der Männer 2026 begann im November 2021 mit dem Zuschlag der Ausrichtung der Europameisterschaft und endete am 11. Mai 2025 mit dem Abschluss der Qualifikationsspiele. 24 Mannschaften können am Turnier teilnehmen. Gesetzt sind die Gastgeber der Europameisterschaft sowie der Sieger der vorhergehenden Austragung. Somit standen für das Turnier 2024 noch 20 Plätze zur Verfügung.

## Gastgeber
Als Gastgebernationen sind die Auswahlen von Dänemark, Schweden und Norwegen gesetzt.

## Europameisterschaft 2024
Bei der Europameisterschaft 2024 gewann Frankreichs Auswahl und war damit gesetzt für die Teilnahme am Turnier 2026.

## Qualifikationsspiele
In den Qualifikationsspielen wurden weitere 20 Teilnehmer ermittelt, nämlich die Mannschaften der Verbände von Slowenien, Island, Kroatien, Portugal, Ungarn, Tschechien, Deutschland, Georgien, Spanien, Montenegro, Nordmazedonien, Serbien, Österreich, Polen, Rumänien, Italien sowie der Färöer, Niederlande, Schweiz und Ukraine.

### Phase 1 der Qualifikationsspiele
Die Phase 1 bezeichnete erste Runde der Qualifikationsspiele wurde vom 13. bis 15. Januar 2023 in Baku ausgetragen. Die Teams aus Aserbaidschan, Zypern, Malta und aus dem Vereinigten Königreich ermittelten in einem Turnier mit Spielen jeder gegen jeden eine Mannschaft, die an der nächsten Runde, den Relegationsspielen, teilnehmen durfte. Das Team des Vereinigten Königreichs erreichte die nächste Runde.
| Pl. | Land                   | Sp. | S | U | N | Tore     | Diff. | Punkte |
| --- | ---------------------- | --- | - | - | - | -------- | ----- | ------ |
| 1.  | Vereinigtes Königreich | 3   | 2 | 1 | 0 | 0108:610 | +47   | 5      |
| 2.  | Zypern                 | 3   | 2 | 1 | 0 | 0104:740 | +30   | 5      |
| 3.  | Aserbaidschan          | 3   | 1 | 0 | 2 | 079:960  | −17   | 2      |
| 4.  | Malta                  | 3   | 0 | 0 | 3 | 065:1250 | −60   | 0      |

|                        | Vereinigtes Konigreich | Zypern Republik | Aserbaidschan | Malta |
| ---------------------- | ---------------------- | --------------- | ------------- | ----- |
| Vereinigtes Konigreich | •                      | X               | 39:22         | 44:14 |
| Zypern Republik        | 25:25                  | •               | 32:23         | :     |
| Aserbaidschan          | X                      | X               | •             | 34:25 |
| Malta                  | X                      | 26:47           | X             | •     |

Beste Torschützen in der Phase 1 waren Francisco Pereira (28 Tore), Sebastien Edgar (25), Christos Argyrou (22), Oleg Georgiyevski (20) und Christopher White (19).

### IHF/EHF Emerging Nations Championship
Bei der IHF/EHF Emerging Nations Championship im April/Mai 2023 in Warna qualifizierte sich Zypern als bester europäischer Teilnehmer für die Relegationsrunde.

### Relegationsrunde
An der Relegationsrunde nahmen sechs Mannschaften teil. Qualifiziert dazu waren:
- der Sieger der Phase 1 der Qualifikation: Vereinigtes Königreich[5]
- die letzten vier Mannschaften im Ranking der Viertplatzierten in der Qualifikation zur Europameisterschaft 2024: Belgien, Kosovo, Luxemburg, Lettland[5]
- das beste europäische Teams der IHF Emerging Nations Championship 2023: Zypern[5]

|          |                        | Hinspiel                            | Rückspiel                            | Tore  |
| -------- | ---------------------- | ----------------------------------- | ------------------------------------ | ----- |
| Lettland | Luxemburg              | 32:25 (13:13) (10.1.2024, Valmiera) | 28:36 (13:21) (13.1.2024, Luxemburg) | 60:61 |
| Kosovo   | Vereinigtes Königreich | 30:22 (13:11) (10.1.2024, Pristina) | 29:23 (13:11) (13.1.2024, Derby)     | 59:45 |
| Belgien  | Zypern                 | 30:18 (12:10) (10.1.2024, Hasselt)  | 36:22 (15:08) (13.1.2024, Nikosia)   | 66:40 |

Luxemburg, Kosovo und Belgien zogen in die Phase 2 der Qualifikationsspiele ein.
Bester Torschütze in der Relegationsrunde war Valon Dedaj (Kosovo) mit 19 Toren, gefolgt von Ralfs Geislers (Lettland) mit 14 Toren und Ben Weyer (Luxemburg) mit zwölf Toren.

### Phase 2 der Qualifikationsspiele
An der Phase 2 der Qualifikationsrunde nahmen 32 Mannschaften teil, die in acht Gruppen zu je vier Teams jeder gegen jeden mit Hin- und Rückspiel spielten.
Qualifiziert für diese Runde waren:
- die letzten vier im Ranking der Drittplatzierten sowie die besten vier im Ranking der Viertplatzierten in der Qualifikation zur Europameisterschaft 2024: Estland, Finnland, Israel, Italien, Litauen, Slowakei, Türkei und Ukraine
- die Sieger aus der Relegationsrunde: Luxemburg, Kosovo und Belgien[12]
- Teams, die an der Europameisterschaft 2024 teilgenommen haben und nicht direkt qualifiziert waren: Deutschland, Ungarn, Slowenien, Portugal, Österreich, Island, Kroatien, Niederlande, Spanien, Montenegro, Tschechien, Polen, Nordmazedonien, Georgien, Serbien, Färöer, Schweiz, Rumänien, Griechenland, Bosnien und Herzegowina
- Lettland (der Startplatz war freigehalten worden bis zu einer Entscheidung über eine Wiederzulassung der nach der nach dem russischen Überfall auf die Ukraine ab 2022 gesperrten Verbände Russlands und Belarus).[13]

Die Auslosung der Gruppen fand am 21. März 2024 in Kopenhagen statt. Dafür wurden die Mannschaften nach der EHF-Rangliste in vier Lostöpfe mit je acht Teams eingeteilt. In Topf 1 befanden sich die Verbände Deutschlands, Spaniens, Ungarns, Kroatiens, Islands, Sloweniens, Portugals und der Niederlande. In Topf 2 waren Österreich, Montenegro, Serbien, Polen, Tschechien, Nordmazedonien, Färöer und Griechenland. Die Teams in Topf 3 waren Bosnien und Herzegowina, Slowakei, Belgien, Schweiz, Rumänien, Litauen, Ukraine und Italien. In Topf 4 waren die Verbände von Finnland, Israel, Estland, Georgien, Türkei, Luxemburg, Kosovo und Lettland eingeteilt. Im ersten Schritt der Auslosung wurden die acht Teams aus Topf 4 in die vierte Reihe der acht Gruppen zugelost, im zweiten Schritt die acht Teams aus Topf 3 in die dritte Reihe der Gruppen. Im dritten Schritt wurde Serbien einer Reihe 2 zugelost, wobei die Mannschaft nicht in die Gruppe mit Kosovo einzuteilen war. Im vierten Schritt wurden die restlichen sieben Teams aus Topf 2 auf die zweiten Reihen der Gruppen zugelost und im fünften, letzten Schritt die acht Mannschaften aus Topf 1 auf die erste Reihe der Gruppen. Die Auslosung wurde durch Håvard Tvedten, Ljubomir Vranjes, Thomas Mogensen und Lars Christiansen vorgenommen. Bei der Auslosung war Serbien durch Ljubomir Vranjes zunächst Gruppe 6, in der schon Kosovo stand, zugelost worden, daraufhin wurde diese Auslosung annulliert und wiederholt.
Die Teams auf den Plätzen 1 und 2 der Gruppen sowie die vier bestplatzierten Dritten sind für die Teilnahme an der Europameisterschaft 2026 qualifiziert. Die im Ranking der Viertplatzierten der Qualifikationsrunde schlechtestplatzierten Mannschaften nehmen an der Relegationsrunde der Qualifikation zur Europameisterschaft 2028 teil.
Die Spiele wurden vom 6. November 2024 bis zum 11. Mai 2025 ausgetragen.

#### Gruppe 1
Slowenien stand nach dem 4. Spieltag am 17. März 2025 als Teilnehmer an der Europameisterschaft 2026 fest. Am letzten Spieltag qualifizierte sich auch Nordmazedonien.
| Pl.                 | Land           | Sp. | S | U | N | Tore      | Diff. | Punkte |
| ------------------- | -------------- | --- | - | - | - | --------- | ----- | ------ |
| 1.                  | Slowenien      | 6   | 6 | 0 | 0 | 0202:1640 | +38   | 12     |
| 2.                  | Nordmazedonien | 6   | 3 | 0 | 3 | 0179:1660 | +13   | 6      |
| 3.                  | Litauen        | 6   | 3 | 0 | 3 | 0164:1680 | −4    | 6      |
| 4.                  | Estland        | 6   | 0 | 0 | 6 | 0156:2030 | −47   | 0      |
| Stand: 11. Mai 2025 |                |     |   |   |   |           |       |        |

|                | Slowenien | Nordmazedonien | Litauen | Estland |
| -------------- | --------- | -------------- | ------- | ------- |
| Slowenien      | X         | 38:27          | 36:25   | 36:30   |
| Nordmazedonien | 26:32     | X              | 26:17   | 37:33   |
| Litauen        | 28:31     | 29:27          | X       | 35:28   |
| Estland        | 28:29     | 17:36          | 20:30   | X       |

#### Gruppe 2
Ungarn erreichte am 5. Spieltag die Qualifikation für die Europameisterschaft 2026. Als zweites Team qualifizierte sich Montenegro.
| Pl.                 | Land       | Sp. | S | U | N | Tore      | Diff. | Punkte |
| ------------------- | ---------- | --- | - | - | - | --------- | ----- | ------ |
| 1.                  | Ungarn     | 6   | 5 | 1 | 0 | 0203:1580 | +45   | 11     |
| 2.                  | Montenegro | 6   | 4 | 1 | 1 | 0188:1770 | +11   | 9      |
| 3.                  | Finnland   | 6   | 2 | 0 | 4 | 0151:1770 | −26   | 4      |
| 4.                  | Slowakei   | 6   | 0 | 0 | 6 | 0165:1950 | −30   | 0      |
| Stand: 11. Mai 2025 |            |     |   |   |   |           |       |        |

|            | Ungarn | Montenegro | Slowakei | Finnland |
| ---------- | ------ | ---------- | -------- | -------- |
| Ungarn     | X      | 29:29      | 37:32    | 37:24    |
| Montenegro | 26:29  | X          | 33:28    | 29:28    |
| Slowakei   | 24:39  | 35:38      | X        | 25:26    |
| Finnland   | 23:32  | 28:33      | 22:21    | X        |

#### Gruppe 3
Island stand nach dem 4. Spieltag am 17. März 2025 als Teilnehmer an der Europameisterschaft 2026 fest. Georgien schaffte als zweites Team die Qualifikation am 5. Spieltag. Am 5. Tag schaffte auch Georgien die Qualifikation.
| Pl.                 | Land                    | Sp. | S | U | N | Tore      | Diff. | Punkte |
| ------------------- | ----------------------- | --- | - | - | - | --------- | ----- | ------ |
| 1.                  | Island                  | 6   | 6 | 0 | 0 | 0196:1430 | +53   | 12     |
| 2.                  | Georgien                | 6   | 3 | 0 | 3 | 0151:1620 | −11   | 6      |
| 3.                  | Griechenland            | 6   | 2 | 0 | 4 | 0151:1680 | −17   | 4      |
| 4.                  | Bosnien und Herzegowina | 6   | 1 | 0 | 5 | 0143:1680 | −25   | 2      |
| Stand: 11. Mai 2025 |                         |     |   |   |   |           |       |        |

|                         | Island | Griechenland | Bosnien und Herzegowina | Georgien |
| ----------------------- | ------ | ------------ | ----------------------- | -------- |
| Island                  | X      | 33:21        | 32:26                   | 33:21    |
| Griechenland            | 25:34  | X            | 30:23                   | 27:26    |
| Bosnien und Herzegowina | 25:34  | 23:22        | X                       | 20:22    |
| Georgien                | 25:30  | 29:26        | 28:26                   | X        |

#### Gruppe 4
Am 5. Spieltag stand Spanien als erstes Team für die Teilnahme an der Europameisterschaft fest. Am letzten Spieltag qualifizierte sich auch Serbien; Italien war als einer der vier bestplatzierten Gruppendritten ebenfalls qualifiziert.
| Pl.                 | Land     | Sp. | S | U | N | Tore      | Diff. | Punkte |
| ------------------- | -------- | --- | - | - | - | --------- | ----- | ------ |
| 1.                  | Spanien  | 6   | 5 | 0 | 1 | 0196:1660 | +30   | 10     |
| 2.                  | Serbien  | 6   | 4 | 0 | 2 | 0176:1590 | +17   | 8      |
| 3.                  | Italien  | 6   | 3 | 0 | 3 | 0190:1820 | +8    | 6      |
| 4.                  | Lettland | 6   | 0 | 0 | 6 | 0165:2200 | −55   | 0      |
| Stand: 11. Mai 2025 |          |     |   |   |   |           |       |        |

|          | Spanien | Serbien | Italien | Lettland |
| -------- | ------- | ------- | ------- | -------- |
| Spanien  | X       | 28:26   | 31:30   | 41:25    |
| Serbien  | 27:25   | X       | 28:24   | 38:25    |
| Italien  | 29:33   | 31:30   | X       | 41:30    |
| Lettland | 29:38   | 26:27   | 30:35   | X        |

Spiele der spanischen Mannschaft
| 6. November 2024 21:00 Uhr | Spanien                           | 31:30   | Italien                            | Pabellón Puerto de Sagunto, Sagunt Zuschauer: 2.900 Schiedsrichter: Aleksandar Jović, Nedim Arnautović |
| 6. November 2024 21:00 Uhr | meiste Tore: Daniel Fernández (6) | (15:17) | meiste Tore: Mikael Helmersson (7) | Pabellón Puerto de Sagunto, Sagunt Zuschauer: 2.900 Schiedsrichter: Aleksandar Jović, Nedim Arnautović |
| 6. November 2024 21:00 Uhr | Strafen: 1× 2×                    | Bericht | Strafen: 6×                        | Pabellón Puerto de Sagunto, Sagunt Zuschauer: 2.900 Schiedsrichter: Aleksandar Jović, Nedim Arnautović |

| 8. Mai 2025 19:00 Uhr | Italien                           | 29:33   | Spanien                                        | Palazzetto dello Sport, Fasano Zuschauer: 2.200 Schiedsrichter: Václav Horáček, Jiří Novotný |
| 8. Mai 2025 19:00 Uhr | meiste Tore: Andrea Parisini (11) | (14:16) | meiste Tore: Aleix Gómez, Víctor Romero (je 6) | Palazzetto dello Sport, Fasano Zuschauer: 2.200 Schiedsrichter: Václav Horáček, Jiří Novotný |
| 8. Mai 2025 19:00 Uhr | Strafen: 0× 2×                    | Bericht | Strafen: 1× 4×                                 | Palazzetto dello Sport, Fasano Zuschauer: 2.200 Schiedsrichter: Václav Horáček, Jiří Novotný |

| 10. November 2024 14:10 Uhr | Lettland                                 | 29:38   | Spanien                           | Zemgales Olimpiskais Centrs, Jelgava Zuschauer: 1.200 Schiedsrichter: Metodija Ilievski., Mihajlo Ilievski |
| 10. November 2024 14:10 Uhr | meiste Tore: Jānis Pavels Valkovskis (9) | (15:20) | meiste Tore: Daniel Fernández (7) | Zemgales Olimpiskais Centrs, Jelgava Zuschauer: 1.200 Schiedsrichter: Metodija Ilievski., Mihajlo Ilievski |
| 10. November 2024 14:10 Uhr | Strafen: 2×                              | Bericht | Strafen: 2×                       | Zemgales Olimpiskais Centrs, Jelgava Zuschauer: 1.200 Schiedsrichter: Metodija Ilievski., Mihajlo Ilievski |

| 11. Mai 2025 | Spanien                        | 41:25   | Lettland                            | Palacio Municipal Deportes, Huesca Zuschauer: 4.463 Schiedsrichter: Alain Rauchs, Philippe Linster |
| 11. Mai 2025 | meiste Tore: Víctor Romero (7) | (20:25) | meiste Tore: Jevgenijs Rogonovs (5) | Palacio Municipal Deportes, Huesca Zuschauer: 4.463 Schiedsrichter: Alain Rauchs, Philippe Linster |
| 11. Mai 2025 | Strafen: 1× 4×                 | Bericht | Strafen: 2×                         | Palacio Municipal Deportes, Huesca Zuschauer: 4.463 Schiedsrichter: Alain Rauchs, Philippe Linster |

| 13. März 2025 18:00 Uhr | Serbien                       | 27:25   | Spanien                          | Sportski centar Ibar, Kraljevo Zuschauer: 3.600 Schiedsrichter: Lars Jørum und Håvard Kleven |
| 13. März 2025 18:00 Uhr | meiste Tore: Nemanja Ilić (5) | (11:10) | meiste Tore: Alex Dujshebaev (4) | Sportski centar Ibar, Kraljevo Zuschauer: 3.600 Schiedsrichter: Lars Jørum und Håvard Kleven |
| 13. März 2025 18:00 Uhr | Strafen: 2×                   | Bericht | Strafen: 1× 4×                   | Sportski centar Ibar, Kraljevo Zuschauer: 3.600 Schiedsrichter: Lars Jørum und Håvard Kleven |

| 16. März 2025 20:00 Uhr | Spanien                       | 28:26   | Serbien                     | Palacio de la Diputación Provincial, Ciudad Real Zuschauer: 5.000 Schiedsrichter: Anton Gylfi Pálsson und Jónas Elíasson |
| 16. März 2025 20:00 Uhr | meiste Tore: Aleix Gómez (10) | (13:11) | meiste Tore: Vanja Ilić (9) | Palacio de la Diputación Provincial, Ciudad Real Zuschauer: 5.000 Schiedsrichter: Anton Gylfi Pálsson und Jónas Elíasson |
| 16. März 2025 20:00 Uhr | Strafen: 4×                   | Bericht | Strafen: 1× 2×              | Palacio de la Diputación Provincial, Ciudad Real Zuschauer: 5.000 Schiedsrichter: Anton Gylfi Pálsson und Jónas Elíasson |

#### Gruppe 5
Kroatien stand nach dem 4. Spieltag am 17. März 2025 als Teilnehmer an der Europameisterschaft 2026 fest. Als zweites Team der Gruppe erreichte Tschechien am 5. Spieltag die Qualifikation.
| Pl.                 | Land       | Sp. | S | U | N | Tore      | Diff. | Punkte |
| ------------------- | ---------- | --- | - | - | - | --------- | ----- | ------ |
| 1.                  | Kroatien   | 6   | 6 | 0 | 0 | 0200:1390 | +61   | 12     |
| 2.                  | Tschechien | 6   | 4 | 0 | 2 | 0163:1470 | +16   | 8      |
| 3.                  | Belgien    | 6   | 1 | 0 | 5 | 0138:1690 | −31   | 2      |
| 4.                  | Luxemburg  | 6   | 1 | 0 | 5 | 0133:1790 | −46   | 2      |
| Stand: 11. Mai 2025 |            |     |   |   |   |           |       |        |

|            | Kroatien | Tschechien | Belgien | Luxemburg |
| ---------- | -------- | ---------- | ------- | --------- |
| Kroatien   | –        | 36:20      | 30:23   | 30:20     |
| Tschechien | 29:35    | –          | 25:22   | 23:17     |
| Belgien    | 22:34    | 15:31      | –       | 24:27     |
| Luxemburg  | 25:35    | 22:35      | 22:32   | –         |

Spiele
| 6. November 2024 17:30 Uhr | Tschechien                     | 23:17   | Luxemburg                  | UNYP Arena, Prag Zuschauer: 1.482 Schiedsrichter: Danielo Bozhinovski, Viktor Nachevski |
| 6. November 2024 17:30 Uhr | meiste Tore: Dominik Solák (6) | (12:10) | meiste Tore: Ben Weyer (4) | UNYP Arena, Prag Zuschauer: 1.482 Schiedsrichter: Danielo Bozhinovski, Viktor Nachevski |
| 6. November 2024 17:30 Uhr | Strafen: 1× 3×                 | Bericht | Strafen: 2×                | UNYP Arena, Prag Zuschauer: 1.482 Schiedsrichter: Danielo Bozhinovski, Viktor Nachevski |

| 16. März 2025 14:00 Uhr | Belgien                       | 24:27   | Luxemburg                   | Sporthal Alverberg, Hasselt Zuschauer: 1.410 Schiedsrichter: Yann Carmaux, Julien Mursch |
| 16. März 2025 14:00 Uhr | meiste Tore: 3 Spieler (je 4) | (13:14) | meiste Tore: Felix Werdel 6 | Sporthal Alverberg, Hasselt Zuschauer: 1.410 Schiedsrichter: Yann Carmaux, Julien Mursch |
| 16. März 2025 14:00 Uhr | Strafen: 1× 3×                | Bericht | Strafen: 5×                 | Sporthal Alverberg, Hasselt Zuschauer: 1.410 Schiedsrichter: Yann Carmaux, Julien Mursch |

| 7. November 2024 18:00 Uhr | Kroatien                         | 30:23   | Belgien                          | Varaždin Arena, Varaždin Zuschauer: 2.800 Schiedsrichter: Francesco Simone, Pietro Monitillo |
| 7. November 2024 18:00 Uhr | meiste Tore: Mario Šoštarić (10) | (16:12) | meiste Tore: Raphael Kötters (7) | Varaždin Arena, Varaždin Zuschauer: 2.800 Schiedsrichter: Francesco Simone, Pietro Monitillo |
| 7. November 2024 18:00 Uhr | Strafen: 6× 1×                   | Bericht | Strafen: 1× 3×                   | Varaždin Arena, Varaždin Zuschauer: 2.800 Schiedsrichter: Francesco Simone, Pietro Monitillo |

| 16. März 2025 17:30 Uhr | Kroatien                                      | 36:20   | Tschechien                   | Arena Zagreb, Zagreb Zuschauer: 16.000 Schiedsrichter: Mihai Marian Pirvu, Radu Mihai Potirniche |
| 16. März 2025 17:30 Uhr | meiste Tore: Filip Glavaš, Marin Šipić (je 6) | (17:9)  | meiste Tore: Jonáš Josef (5) | Arena Zagreb, Zagreb Zuschauer: 16.000 Schiedsrichter: Mihai Marian Pirvu, Radu Mihai Potirniche |
| 16. März 2025 17:30 Uhr | Strafen: 1× 5×                                | Bericht | Strafen: 1× 5× 1×            | Arena Zagreb, Zagreb Zuschauer: 16.000 Schiedsrichter: Mihai Marian Pirvu, Radu Mihai Potirniche |

| 9. November 2024 20:15 Uhr | Luxemburg                         | 25:35   | Kroatien                        | d’Coque, Luxemburg Zuschauer: 1.388 Schiedsrichter: Michał Fabryczny, Jakub Rawicki |
| 9. November 2024 20:15 Uhr | meiste Tore: David Ojié Etute (5) | (9:19)  | meiste Tore: Mario Šoštarić (6) | d’Coque, Luxemburg Zuschauer: 1.388 Schiedsrichter: Michał Fabryczny, Jakub Rawicki |
| 9. November 2024 20:15 Uhr | Strafen: 1×                       | Bericht | Strafen: 1× 2×                  | d’Coque, Luxemburg Zuschauer: 1.388 Schiedsrichter: Michał Fabryczny, Jakub Rawicki |

| 7. Mai 2025 18:45 Uhr | Luxemburg                      | 22:35   | Tschechien                      | d’Coque, Luxemburg Zuschauer: 465 Schiedsrichter: Svavar Pétursson, Sigurður Þrastarson |
| 7. Mai 2025 18:45 Uhr | meiste Tore: Raphael Guden (7) | (8:19)  | meiste Tore: Dominik Skopár (6) | d’Coque, Luxemburg Zuschauer: 465 Schiedsrichter: Svavar Pétursson, Sigurður Þrastarson |
| 7. Mai 2025 18:45 Uhr | Strafen: 4×                    | Bericht | Strafen: 2× 6×                  | d’Coque, Luxemburg Zuschauer: 465 Schiedsrichter: Svavar Pétursson, Sigurður Þrastarson |

| 10. November 2024 16:30 Uhr | Belgien                                              | 15:31   | Tschechien                      | Sporthal Alverberg, Hasselt Zuschauer: 1.200 Schiedsrichter: Miljan Vešović, Novica Mitrović |
| 10. November 2024 16:30 Uhr | meiste Tore: Quinten Colman, Yannick Glorieux (je 3) | (9:14)  | meiste Tore: Dominik Skopár (6) | Sporthal Alverberg, Hasselt Zuschauer: 1.200 Schiedsrichter: Miljan Vešović, Novica Mitrović |
| 10. November 2024 16:30 Uhr | Strafen: 1× 7× 1×                                    | Bericht | Strafen: 1× 4×                  | Sporthal Alverberg, Hasselt Zuschauer: 1.200 Schiedsrichter: Miljan Vešović, Novica Mitrović |

| 7. Mai 2025 20:10 Uhr | Belgien                          | 22:34   | Kroatien                      | Sporthal Alverberg, Hasselt Zuschauer: 1.250 Schiedsrichter: Andreas Daviknes Borge, Magnus Muri Nygren |
| 7. Mai 2025 20:10 Uhr | meiste Tore: Raphael Kötters (6) | (8:16)  | meiste Tore: 3 Spieler (je 5) | Sporthal Alverberg, Hasselt Zuschauer: 1.250 Schiedsrichter: Andreas Daviknes Borge, Magnus Muri Nygren |
| 7. Mai 2025 20:10 Uhr | Strafen: 2×                      | Bericht | Strafen: 3×                   | Sporthal Alverberg, Hasselt Zuschauer: 1.250 Schiedsrichter: Andreas Daviknes Borge, Magnus Muri Nygren |

| 12. März 2025 18:00 Uhr | Tschechien                    | 29:35   | Kroatien                   | Winning Group Arena, Brünn Zuschauer: 4.300 Schiedsrichter: Péter Horváth, Balázs Marton |
| 12. März 2025 18:00 Uhr | meiste Tore: Tomáš Piroch (7) | (18:18) | meiste Tore: Tin Lučin (9) | Winning Group Arena, Brünn Zuschauer: 4.300 Schiedsrichter: Péter Horváth, Balázs Marton |
| 12. März 2025 18:00 Uhr | Strafen: 1× 4×                | Bericht | Strafen: 5×                | Winning Group Arena, Brünn Zuschauer: 4.300 Schiedsrichter: Péter Horváth, Balázs Marton |

| 11. Mai 2025 18:00 Uhr | Kroatien                     | 30:20   | Luxemburg                    | Centar Zamet, Rijeka Zuschauer: 2.349 Schiedsrichter: Svetoslav Yovchev, Zvezdelin Yovchev |
| 11. Mai 2025 18:00 Uhr | meiste Tore: Marin Šipić (7) | (15:10) | meiste Tore: Loic Kaysen (5) | Centar Zamet, Rijeka Zuschauer: 2.349 Schiedsrichter: Svetoslav Yovchev, Zvezdelin Yovchev |
| 11. Mai 2025 18:00 Uhr | Strafen: 3×                  | Bericht | Strafen: 4×                  | Centar Zamet, Rijeka Zuschauer: 2.349 Schiedsrichter: Svetoslav Yovchev, Zvezdelin Yovchev |

| 12. März 2025 18:45 Uhr | Luxemburg                      | 22:32   | Belgien                           | d’Coque, Luxemburg Zuschauer: 639 Schiedsrichter: Rúben Maia, André Nunes |
| 12. März 2025 18:45 Uhr | meiste Tore: Raphael Guden (5) | (13:16) | meiste Tore: Raphael Kötters (11) | d’Coque, Luxemburg Zuschauer: 639 Schiedsrichter: Rúben Maia, André Nunes |
| 12. März 2025 18:45 Uhr | Strafen: 2×                    | Bericht | Strafen: 1×                       | d’Coque, Luxemburg Zuschauer: 639 Schiedsrichter: Rúben Maia, André Nunes |

| 11. Mai 2025 18:00 Uhr | Tschechien                    | 25:22   | Belgien                         | Hala Polárka, Frýdek-Místek Zuschauer: 2.022 Schiedsrichter: Mirza Kurtagic, Mattias Wetterwik |
| 11. Mai 2025 18:00 Uhr | meiste Tore: Jonáš Patzel (6) | (12:8)  | meiste Tore: Quinten Colman (6) | Hala Polárka, Frýdek-Místek Zuschauer: 2.022 Schiedsrichter: Mirza Kurtagic, Mattias Wetterwik |
| 11. Mai 2025 18:00 Uhr | Strafen: 3×                   | Bericht | Strafen: 3×                     | Hala Polárka, Frýdek-Místek Zuschauer: 2.022 Schiedsrichter: Mirza Kurtagic, Mattias Wetterwik |

#### Gruppe 6
Am 5. Spieltag erreichten die Färöer und die Niederlande die Qualifikation zur Europameisterschaft. die Ukraine war als einer der vier bestplatzierten Gruppendritten ebenfalls qualifiziert.
| Pl.                 | Land        | Sp. | S | U | N | Tore      | Diff. | Punkte |
| ------------------- | ----------- | --- | - | - | - | --------- | ----- | ------ |
| 1.                  | Färöer      | 6   | 4 | 1 | 1 | 0188:1690 | +19   | 9      |
| 2.                  | Niederlande | 6   | 3 | 2 | 1 | 0205:1920 | +13   | 8      |
| 3.                  | Ukraine     | 6   | 2 | 0 | 4 | 0194:1980 | −4    | 4      |
| 4.                  | Kosovo      | 6   | 1 | 1 | 4 | 0162:1900 | −28   | 3      |
| Stand: 11. Mai 2025 |             |     |   |   |   |           |       |        |

|             | Niederlande | Faroer | Ukraine | Kosovo |
| ----------- | ----------- | ------ | ------- | ------ |
| Niederlande | X           | 31:32  | 40:39   | 34:29  |
| Faroer      | 32:32       | X      | 35:27   | 32:21  |
| Ukraine     | 27:35       | 35:32  | X       | 36:25  |
| Kosovo      | 33:33       | 23:25  | 31:30   | X      |

Spiele
| 6. November 2024 20:00 Uhr | Färöer                      | 32:21   | Kosovo                        | Høllin á Hálsi, Tórshavn Zuschauer: 1.700 Schiedsrichter: Titouan Picard, Pierre Vauchez |
| 6. November 2024 20:00 Uhr | meiste Tore: Óli Mittún (8) | (13:9)  | meiste Tore: 3 Spieler (je 4) | Høllin á Hálsi, Tórshavn Zuschauer: 1.700 Schiedsrichter: Titouan Picard, Pierre Vauchez |
| 6. November 2024 20:00 Uhr | Strafen: 4×                 | Bericht | Strafen: 1× 2×                | Høllin á Hálsi, Tórshavn Zuschauer: 1.700 Schiedsrichter: Titouan Picard, Pierre Vauchez |

| 16. März 2025 15:00 Uhr | Niederlande                       | 31:32   | Färöer                                      | Topsportcentrum, Almere Zuschauer: 2.500 Schiedsrichter: Vanja Antić, Jelena Jakovljević |
| 16. März 2025 15:00 Uhr | meiste Tore: Rutger ten Velde (8) | (15:15) | meiste Tore: Elias Ellefsen á Skipagøtu (8) | Topsportcentrum, Almere Zuschauer: 2.500 Schiedsrichter: Vanja Antić, Jelena Jakovljević |
| 16. März 2025 15:00 Uhr | Strafen: 2× 1×                    | Bericht | Strafen: 5×                                 | Topsportcentrum, Almere Zuschauer: 2.500 Schiedsrichter: Vanja Antić, Jelena Jakovljević |

| 7. November 2024 19:30 Uhr | Niederlande                   | 40:39   | Ukraine                            | Topsportcentrum, Almere Zuschauer: 1.250 Schiedsrichter: Andreas Daviknes Borge, Magnus Muri Nygren |
| 7. November 2024 19:30 Uhr | meiste Tore: Dani Baijens (9) | (19:20) | meiste Tore: Dmytro Artemenko (13) | Topsportcentrum, Almere Zuschauer: 1.250 Schiedsrichter: Andreas Daviknes Borge, Magnus Muri Nygren |
| 7. November 2024 19:30 Uhr | Strafen: 2×                   | Bericht | Strafen: 4×                        | Topsportcentrum, Almere Zuschauer: 1.250 Schiedsrichter: Andreas Daviknes Borge, Magnus Muri Nygren |

| 16. März 2025 18:00 Uhr | Ukraine                            | 36:25   | Kosovo                          | Švyturio Arena, Klaipėda (Litauen) Zuschauer: 350 Schiedsrichter: Gytis Sniurevicius, Andrius Grigalionis |
| 16. März 2025 18:00 Uhr | meiste Tore: Ihor Turtschenko (10) | (18:8)  | meiste Tore: Lulzim Shabani (5) | Švyturio Arena, Klaipėda (Litauen) Zuschauer: 350 Schiedsrichter: Gytis Sniurevicius, Andrius Grigalionis |
| 16. März 2025 18:00 Uhr | Strafen: 1× 3× 1×                  | Bericht |                                 | Švyturio Arena, Klaipėda (Litauen) Zuschauer: 350 Schiedsrichter: Gytis Sniurevicius, Andrius Grigalionis |

| 10. November 2024 14:00 Uhr | Ukraine                            | 35:32   | Färöer                      | Twinsbet Arena, Vilnius (Litauen) Zuschauer: 250 Schiedsrichter: Tomislav Cindrić, Robert Gonzurek |
| 10. November 2024 14:00 Uhr | meiste Tore: Ihor Turtschenko (11) | (14:17) | meiste Tore: Óli Mittún (8) | Twinsbet Arena, Vilnius (Litauen) Zuschauer: 250 Schiedsrichter: Tomislav Cindrić, Robert Gonzurek |
| 10. November 2024 14:00 Uhr | Strafen: 4×                        | Bericht | Strafen: 1×                 | Twinsbet Arena, Vilnius (Litauen) Zuschauer: 250 Schiedsrichter: Tomislav Cindrić, Robert Gonzurek |

| 8. Mai 2025 19:30 Uhr | Ukraine                           | 27:35   | Niederlande                | Stadtsporthalle, Michalovce (Slowakei) Zuschauer: 150 Schiedsrichter: Andrej Budzák, Michal Záhradník |
| 8. Mai 2025 19:30 Uhr | meiste Tore: Dmytro Artemenko (8) | (10:9)  | meiste Tore: 4 Spieler (6) | Stadtsporthalle, Michalovce (Slowakei) Zuschauer: 150 Schiedsrichter: Andrej Budzák, Michal Záhradník |
| 8. Mai 2025 19:30 Uhr | Strafen: 1×                       | Bericht | Strafen: 3×                | Stadtsporthalle, Michalovce (Slowakei) Zuschauer: 150 Schiedsrichter: Andrej Budzák, Michal Záhradník |

| 10. November 2024 17:15 Uhr | Kosovo                       | 33:33   | Niederlande                        | Palast der Jugend und des Sports, Pristina Zuschauer: 1.750 Schiedsrichter: Cristina Lovin, Simona Stancu |
| 10. November 2024 17:15 Uhr | meiste Tore: Valon Dedaj (8) | (19:17) | meiste Tore: Rutger ten Velde (13) | Palast der Jugend und des Sports, Pristina Zuschauer: 1.750 Schiedsrichter: Cristina Lovin, Simona Stancu |
| 10. November 2024 17:15 Uhr | Strafen: 3×                  | Bericht | Strafen: 1× 4×                     | Palast der Jugend und des Sports, Pristina Zuschauer: 1.750 Schiedsrichter: Cristina Lovin, Simona Stancu |

| 8. Mai 2025 20:15 Uhr | Kosovo                            | 23:25   | Färöer                                 | Palast der Jugend und des Sports, Pristina Zuschauer: 1.200 Schiedsrichter: Jakub Rawicki, Michał Fabryczny |
| 8. Mai 2025 20:15 Uhr | meiste Tore: Drenit Tahirukaj (8) | (13:12) | meiste Tore: Hákun West av Teigum (11) | Palast der Jugend und des Sports, Pristina Zuschauer: 1.200 Schiedsrichter: Jakub Rawicki, Michał Fabryczny |
| 8. Mai 2025 20:15 Uhr | Strafen: 3×                       | Bericht | Strafen: 1× 6×                         | Palast der Jugend und des Sports, Pristina Zuschauer: 1.200 Schiedsrichter: Jakub Rawicki, Michał Fabryczny |

| 12. März 2025 20:00 Uhr | Färöer                                       | 32:32   | Niederlande                        | Við Tjarnir, Tórshavn Zuschauer: 3.050 Schiedsrichter: Andreu Marín, Ignacio García |
| 12. März 2025 20:00 Uhr | meiste Tore: Elias Ellefsen á Skipagøtu (11) | (18:14) | meiste Tore: Rutger ten Velde (12) | Við Tjarnir, Tórshavn Zuschauer: 3.050 Schiedsrichter: Andreu Marín, Ignacio García |
| 12. März 2025 20:00 Uhr | Strafen: 1× 3×                               | Bericht | Strafen: 2× 7×                     | Við Tjarnir, Tórshavn Zuschauer: 3.050 Schiedsrichter: Andreu Marín, Ignacio García |

| 11. Mai 2025 18:00 Uhr | Niederlande                        | 34:29   | Kosovo                         | Topsportcentrum, Rotterdam Zuschauer: 1.000 Schiedsrichter: Davor Lončar, Zoran Lončar |
| 11. Mai 2025 18:00 Uhr | meiste Tore: Rutger ten Velde (12) | (16:12) | meiste Tore: Leonard Gegaj (8) | Topsportcentrum, Rotterdam Zuschauer: 1.000 Schiedsrichter: Davor Lončar, Zoran Lončar |
| 11. Mai 2025 18:00 Uhr | Strafen: 2×                        | Bericht | Strafen: 4× 1×                 | Topsportcentrum, Rotterdam Zuschauer: 1.000 Schiedsrichter: Davor Lončar, Zoran Lončar |

| 13. März 2025 20:15 Uhr | Kosovo                         | 31:30   | Ukraine                            | Palast der Jugend und des Sports, Pristina Zuschauer: 2.000 Schiedsrichter: Svetoslav Yovchev, Zvezdelin Yovchev |
| 13. März 2025 20:15 Uhr | meiste Tore: Leonard Gegaj (9) | (14:15) | meiste Tore: Dmytro Artemenko (10) | Palast der Jugend und des Sports, Pristina Zuschauer: 2.000 Schiedsrichter: Svetoslav Yovchev, Zvezdelin Yovchev |
| 13. März 2025 20:15 Uhr | Strafen: 2×                    | Bericht | Strafen: 1× 3×                     | Palast der Jugend und des Sports, Pristina Zuschauer: 2.000 Schiedsrichter: Svetoslav Yovchev, Zvezdelin Yovchev |

| 11. Mai 2025 18:00 Uhr | Färöer                                      | 35:27   | Ukraine                           | Við Tjarnir, Tórshavn Zuschauer: 3.020 Schiedsrichter: Daniel Accoto Martins, Roberto Accoto Martins |
| 11. Mai 2025 18:00 Uhr | meiste Tore: Elias Ellefsen á Skipagøtu (9) | (15:13) | meiste Tore: Dmytro Artemenko (7) | Við Tjarnir, Tórshavn Zuschauer: 3.020 Schiedsrichter: Daniel Accoto Martins, Roberto Accoto Martins |
| 11. Mai 2025 18:00 Uhr | Strafen: 4×                                 | Bericht | Strafen: 3×                       | Við Tjarnir, Tórshavn Zuschauer: 3.020 Schiedsrichter: Daniel Accoto Martins, Roberto Accoto Martins |

#### Gruppe 7
Als erstes Team der Gruppe erreichte Deutschland am 5. Spieltag die Qualifikation. Am letzten Spieltag qualifizierte sich auch Österreich; die Schweiz war als einer der vier bestplatzierten Gruppendritten ebenfalls qualifiziert.
| Pl.                 | Land        | Sp. | S | U | N | Tore      | Diff. | Punkte |
| ------------------- | ----------- | --- | - | - | - | --------- | ----- | ------ |
| 1.                  | Deutschland | 6   | 4 | 2 | 0 | 0204:1650 | +39   | 10     |
| 2.                  | Österreich  | 6   | 3 | 2 | 1 | 0180:1760 | +4    | 8      |
| 3.                  | Schweiz     | 6   | 2 | 2 | 2 | 0188:1910 | −3    | 6      |
| 4.                  | Türkei      | 6   | 0 | 0 | 6 | 0173:2130 | −40   | 0      |
| Stand: 11. Mai 2025 |             |     |   |   |   |           |       |        |

|             | Deutschland | Osterreich | Schweiz | Turkei |
| ----------- | ----------- | ---------- | ------- | ------ |
| Deutschland | X           | 31:26      | 35:26   | 44:26  |
| Osterreich  | 26:26       | X          | 34:33   | 31:28  |
| Schweiz     | 32:32       | 29:29      | X       | 30:27  |
| Turkei      | 29:36       | 29:34      | 34:38   | X      |

Spiele
| 7. November 2024 18:00 Uhr | Österreich                                          | 31:28   | Türkei                        | Sporthalle Rieden-Vorkloster, Bregenz Zuschauer: 2.000 Schiedsrichter: Davor Lončar, Zoran Lončar |
| 7. November 2024 18:00 Uhr | meiste Tore: Sebastian Frimmel, Mykola Bilyk (je 7) | (17:13) | meiste Tore: Görkem Biçer (7) | Sporthalle Rieden-Vorkloster, Bregenz Zuschauer: 2.000 Schiedsrichter: Davor Lončar, Zoran Lončar |
| 7. November 2024 18:00 Uhr | Strafen: 4×                                         | Bericht | Strafen: 1×                   | Sporthalle Rieden-Vorkloster, Bregenz Zuschauer: 2.000 Schiedsrichter: Davor Lončar, Zoran Lončar |

| 15. März 2025 16:30 Uhr | Deutschland                  | 31:26   | Österreich                       | ZAG-Arena, Hannover Zuschauer: 10.869 Schiedsrichter: Igor Covalciuc, Alexei Covalciuc |
| 15. März 2025 16:30 Uhr | meiste Tore: Marko Grgić (7) | (16:14) | meiste Tore: Lukas Herburger (5) | ZAG-Arena, Hannover Zuschauer: 10.869 Schiedsrichter: Igor Covalciuc, Alexei Covalciuc |
| 15. März 2025 16:30 Uhr | Strafen: 3×                  | Bericht | Strafen: 1×                      | ZAG-Arena, Hannover Zuschauer: 10.869 Schiedsrichter: Igor Covalciuc, Alexei Covalciuc |

| 7. November 2024 18:30 Uhr | Deutschland                  | 35:26   | Schweiz                                         | SAP Arena, Mannheim Zuschauer: 12.721 Schiedsrichter: Daniel Accoto Martins, Roberto Accoto Martins |
| 7. November 2024 18:30 Uhr | meiste Tore: Lukas Zerbe (8) | (21:13) | meiste Tore: Lenny Rubin, Manuel Zehnder (je 5) | SAP Arena, Mannheim Zuschauer: 12.721 Schiedsrichter: Daniel Accoto Martins, Roberto Accoto Martins |
| 7. November 2024 18:30 Uhr | Strafen: 2×                  | Bericht | Strafen: 1×                                     | SAP Arena, Mannheim Zuschauer: 12.721 Schiedsrichter: Daniel Accoto Martins, Roberto Accoto Martins |

| 16. März 2025 16:00 Uhr | Schweiz                       | 30:27   | Türkei                          | Axa-Arena, Winterthur Zuschauer: 1.920 Schiedsrichter: Jakub Jerlecki, Maciej Łabuń |
| 16. März 2025 16:00 Uhr | meiste Tore: Felix Aellen (7) | (15:14) | meiste Tore: Doruk Pehlivan (7) | Axa-Arena, Winterthur Zuschauer: 1.920 Schiedsrichter: Jakub Jerlecki, Maciej Łabuń |
| 16. März 2025 16:00 Uhr | Strafen: 2×                   | Bericht | Strafen: 2×                     | Axa-Arena, Winterthur Zuschauer: 1.920 Schiedsrichter: Jakub Jerlecki, Maciej Łabuń |

| 10. November 2024 15:10 Uhr | Türkei                          | 29:36   | Deutschland                                  | Prof. Dr. Yaşar Sevim Cebeci Hentbol Salonu, Çankaya Zuschauer: 2.090 Schiedsrichter: Ismail Metalari, Nenad Nikolovski |
| 10. November 2024 15:10 Uhr | meiste Tore: Doruk Pehlivan (7) | (14:20) | meiste Tore: Lukas Zerbe, Marko Grgić (je 8) | Prof. Dr. Yaşar Sevim Cebeci Hentbol Salonu, Çankaya Zuschauer: 2.090 Schiedsrichter: Ismail Metalari, Nenad Nikolovski |
| 10. November 2024 15:10 Uhr | Strafen: 1× 5×                  | Bericht | Strafen: 0× 3×                               | Prof. Dr. Yaşar Sevim Cebeci Hentbol Salonu, Çankaya Zuschauer: 2.090 Schiedsrichter: Ismail Metalari, Nenad Nikolovski |

| 7. Mai 2025 18:00 Uhr | Türkei                           | 29:34   | Österreich                         | Taha Akgül Spor Salonu, Sivas Zuschauer: 3.300 Schiedsrichter: Karim Gasmi, Raouf Gasmi |
| 7. Mai 2025 18:00 Uhr | meiste Tore: Doruk Pehlivan (12) | (14:19) | meiste Tore: Sebastian Frimmel (8) | Taha Akgül Spor Salonu, Sivas Zuschauer: 3.300 Schiedsrichter: Karim Gasmi, Raouf Gasmi |
| 7. Mai 2025 18:00 Uhr | Strafen: 1×                      | Bericht | Strafen: 1×                        | Taha Akgül Spor Salonu, Sivas Zuschauer: 3.300 Schiedsrichter: Karim Gasmi, Raouf Gasmi |

| 10. November 2024 16:00 Uhr | Schweiz                                        | 29:29   | Österreich                     | BBC-Arena, Schaffhausen Zuschauer: 2.458 Schiedsrichter: Andreu Marín, Ignacio García |
| 10. November 2024 16:00 Uhr | meiste Tore: Manuel Zehnder, Luka Maros (je 6) | (12:12) | meiste Tore: Tobias Wagner (8) | BBC-Arena, Schaffhausen Zuschauer: 2.458 Schiedsrichter: Andreu Marín, Ignacio García |
| 10. November 2024 16:00 Uhr | Strafen: 6× 3×                                 | Bericht | Strafen: 1× 6× 1×              | BBC-Arena, Schaffhausen Zuschauer: 2.458 Schiedsrichter: Andreu Marín, Ignacio García |

| 7. Mai 2025 19:00 Uhr | Schweiz                       | 32:32   | Deutschland                 | Hallenstadion, Zürich Zuschauer: 8.300 Schiedsrichter: Bojan Lah, David Sok |
| 7. Mai 2025 19:00 Uhr | meiste Tore: Noam Leopold (9) | (14:11) | meiste Tore: Juri Knorr (6) | Hallenstadion, Zürich Zuschauer: 8.300 Schiedsrichter: Bojan Lah, David Sok |
| 7. Mai 2025 19:00 Uhr | Strafen: 1× 4×                | Bericht | Strafen: 1×                 | Hallenstadion, Zürich Zuschauer: 8.300 Schiedsrichter: Bojan Lah, David Sok |

| 12. März 2025 18:30 Uhr | Türkei                               | 34:38   | Schweiz                                                       | 75. Yil Spor Salonu, Diyarbakır Zuschauer: 4500 Schiedsrichter: Ivan Pavićević, Miloš Ražnatović |
| 12. März 2025 18:30 Uhr | meiste Tore: Enis Harun Hacioglu (7) | (16:21) | meiste Tore: Luka Maros, Gino Steenaerts, Luca Sigrist (je 6) | 75. Yil Spor Salonu, Diyarbakır Zuschauer: 4500 Schiedsrichter: Ivan Pavićević, Miloš Ražnatović |
| 12. März 2025 18:30 Uhr | Strafen: 1× 2× 1×                    | Bericht | Strafen: 2×                                                   | 75. Yil Spor Salonu, Diyarbakır Zuschauer: 4500 Schiedsrichter: Ivan Pavićević, Miloš Ražnatović |

| 11. Mai 2025 18:00 Uhr | Deutschland                     | 44:26   | Türkei                          | Porsche-Arena, Stuttgart Zuschauer: 6.475 Schiedsrichter: Tatjana Prastalo, Vesna Balvan |
| 11. Mai 2025 18:00 Uhr | meiste Tore: Miro Schluroff (6) | (21:11) | meiste Tore: Doruk Pehlivan (5) | Porsche-Arena, Stuttgart Zuschauer: 6.475 Schiedsrichter: Tatjana Prastalo, Vesna Balvan |
| 11. Mai 2025 18:00 Uhr |                                 | Bericht | Strafen: 4×                     | Porsche-Arena, Stuttgart Zuschauer: 6.475 Schiedsrichter: Tatjana Prastalo, Vesna Balvan |

| 13. März 2025 18:00 Uhr | Österreich                     | 26:26   | Deutschland                     | Steffl Arena, Wien Zuschauer: 6.019 Schiedsrichter: Marko Boricic, Dejan Markovic |
| 13. März 2025 18:00 Uhr | meiste Tore: Tobias Wagner (8) | (11:13) | meiste Tore: Johannes Golla (5) | Steffl Arena, Wien Zuschauer: 6.019 Schiedsrichter: Marko Boricic, Dejan Markovic |
| 13. März 2025 18:00 Uhr | Strafen: 1× 4×                 | Bericht | Strafen: 1× 2×                  | Steffl Arena, Wien Zuschauer: 6.019 Schiedsrichter: Marko Boricic, Dejan Markovic |

| 11. Mai 2025 18:00 Uhr | Österreich                     | 34:33   | Schweiz                       | Raiffeisen Sportpark, Graz Zuschauer: 3.000 Schiedsrichter: Dimitar Mitrevski, Blagojche Todorovski |
| 11. Mai 2025 18:00 Uhr | meiste Tore: Janko Božović (9) | (16:15) | meiste Tore: Luca Sigrist (8) | Raiffeisen Sportpark, Graz Zuschauer: 3.000 Schiedsrichter: Dimitar Mitrevski, Blagojche Todorovski |
| 11. Mai 2025 18:00 Uhr | Strafen: 1× 4×                 | Bericht | Strafen: 1× 5×                | Raiffeisen Sportpark, Graz Zuschauer: 3.000 Schiedsrichter: Dimitar Mitrevski, Blagojche Todorovski |

#### Gruppe 8
Portugal stand nach dem 4. Spieltag am 17. März 2025 als Teilnehmer an der Europameisterschaft 2026 fest. Am letzten Spieltag qualifizierte sich auch Polen; Rumänien war als einer der vier bestplatzierten Gruppendritten ebenfalls qualifiziert.
| Pl.                 | Land     | Sp. | S | U | N | Tore      | Diff. | Punkte |
| ------------------- | -------- | --- | - | - | - | --------- | ----- | ------ |
| 1.                  | Portugal | 6   | 4 | 1 | 1 | 0200:1770 | +23   | 9      |
| 2.                  | Polen    | 6   | 2 | 2 | 2 | 0184:1900 | −6    | 6      |
| 3.                  | Rumänien | 6   | 2 | 1 | 3 | 0172:1740 | −2    | 5      |
| 4.                  | Israel   | 6   | 1 | 2 | 3 | 0176:1910 | −15   | 4      |
| Stand: 11. Mai 2025 |          |     |   |   |   |           |       |        |

|          | Portugal | Polen | Rumänien | Israel |
| -------- | -------- | ----- | -------- | ------ |
| Portugal | X        | 33:27 | 37:30    | 34:33  |
| Polen    | 36:36    | X     | 30:29    | 32:32  |
| Rumänien | 28:24    | 27:28 | X        | 29:26  |
| Israel   | 23:36    | 33:31 | 29:29    | X      |

Spiele
| 7. November 2024 18:00 Uhr | Polen                              | 32:32   | Israel                         | Hala Urania, Olsztyn Zuschauer: 4.030 Schiedsrichter: Marko Boričić, Dejan Marković |
| 7. November 2024 18:00 Uhr | meiste Tore: Arkadiusz Moryto (10) | (12:16) | meiste Tore: Yoav Lumbroso (9) | Hala Urania, Olsztyn Zuschauer: 4.030 Schiedsrichter: Marko Boričić, Dejan Marković |
| 7. November 2024 18:00 Uhr | Strafen: 1× 5×                     | Bericht | Strafen: 5×                    | Hala Urania, Olsztyn Zuschauer: 4.030 Schiedsrichter: Marko Boričić, Dejan Marković |

| 16. März 2025 18:00 Uhr | Rumänien                          | 29:26   | Israel                         | Sala Sporturilor Mioveni, Mioveni Zuschauer: 1.500 Schiedsrichter: Boris Cipov, Zoran Klus |
| 16. März 2025 18:00 Uhr | meiste Tore: Daniel Stanciuc (10) | (15:12) | meiste Tore: Ram Turkenitz (6) | Sala Sporturilor Mioveni, Mioveni Zuschauer: 1.500 Schiedsrichter: Boris Cipov, Zoran Klus |
| 16. März 2025 18:00 Uhr | Strafen: 1× 2×                    | Bericht | Strafen: 3×                    | Sala Sporturilor Mioveni, Mioveni Zuschauer: 1.500 Schiedsrichter: Boris Cipov, Zoran Klus |

| 7. November 2024 20:00 Uhr | Portugal                     | 37:30   | Rumänien                     | Pavilhão Desportivo Municipal, Santo Tirso Zuschauer: 1.000 Schiedsrichter: Karim Gasmi, Raouf Gasmi |
| 7. November 2024 20:00 Uhr | meiste Tore: Luís Frade (11) | (12:16) | meiste Tore: Tudor Botea (9) | Pavilhão Desportivo Municipal, Santo Tirso Zuschauer: 1.000 Schiedsrichter: Karim Gasmi, Raouf Gasmi |
| 7. November 2024 20:00 Uhr | Strafen: 1×                  | Bericht | Strafen: 1× 5×               | Pavilhão Desportivo Municipal, Santo Tirso Zuschauer: 1.000 Schiedsrichter: Karim Gasmi, Raouf Gasmi |

| 16. März 2025 18:30 Uhr | Portugal                    | 33:27   | Polen                         | Pavilhão Multiusos de Odivelas, Odivelas Zuschauer: 2.020 Schiedsrichter: Tomislav Cindrić, Robert Gonzurek |
| 16. März 2025 18:30 Uhr | meiste Tore: João Gomes (7) | (16:12) | meiste Tore: 3 Spieler (je 4) | Pavilhão Multiusos de Odivelas, Odivelas Zuschauer: 2.020 Schiedsrichter: Tomislav Cindrić, Robert Gonzurek |
| 16. März 2025 18:30 Uhr | Strafen: 3×                 | Bericht | Strafen: 3×                   | Pavilhão Multiusos de Odivelas, Odivelas Zuschauer: 2.020 Schiedsrichter: Tomislav Cindrić, Robert Gonzurek |

| 10. November 2024 18:00 Uhr | Rumänien                     | 27:28   | Polen                                                 | Sala Sporturilor Romeo Iamandi, Buzău Zuschauer: 1.800 Schiedsrichter: Václav Horáček, Jiří Novotný |
| 10. November 2024 18:00 Uhr | meiste Tore: Tudor Botea (8) | (9:15)  | meiste Tore: Arkadiusz Moryto, Damian Przytuła (je 6) | Sala Sporturilor Romeo Iamandi, Buzău Zuschauer: 1.800 Schiedsrichter: Václav Horáček, Jiří Novotný |
| 10. November 2024 18:00 Uhr | Strafen: 1×                  | Bericht | Strafen: 4×                                           | Sala Sporturilor Romeo Iamandi, Buzău Zuschauer: 1.800 Schiedsrichter: Václav Horáček, Jiří Novotný |

| 8. Mai 2025 15:00 Uhr | Israel                         | 33:31   | Polen                                 | Sala Sporturilor, Constanța (Rumänien) Zuschauer: 0 Schiedsrichter: Péter Horváth, Balázs Marton |
| 8. Mai 2025 15:00 Uhr | meiste Tore: Yoav Lumbroso (9) | (18:18) | meiste Tore: Mikołaj Czaplińskil (10) | Sala Sporturilor, Constanța (Rumänien) Zuschauer: 0 Schiedsrichter: Péter Horváth, Balázs Marton |
| 8. Mai 2025 15:00 Uhr | Strafen: 1×                    | Bericht | Strafen: 1× 4× 1×                     | Sala Sporturilor, Constanța (Rumänien) Zuschauer: 0 Schiedsrichter: Péter Horváth, Balázs Marton |

| 10. November 2024 18:30 Uhr | Portugal                      | 36:23   | Israel                   | Pavilhão Desportivo Municipal, Santo Tirso Zuschauer: 2.050 Schiedsrichter: Ioannis Fotakidis, Charalampos Kinatzidis |
| 10. November 2024 18:30 Uhr | meiste Tore: Martim Costa (6) | (21:13) | meiste Tore: Or Levi (5) | Pavilhão Desportivo Municipal, Santo Tirso Zuschauer: 2.050 Schiedsrichter: Ioannis Fotakidis, Charalampos Kinatzidis |
| 10. November 2024 18:30 Uhr | Strafen: 6×                   | Bericht | Strafen: 2×              | Pavilhão Desportivo Municipal, Santo Tirso Zuschauer: 2.050 Schiedsrichter: Ioannis Fotakidis, Charalampos Kinatzidis |

| 8. Mai 2025 18:00 Uhr | Rumänien                          | 28:24   | Portugal                                           | Sala Sporturilor, Constanța Zuschauer: 2.900 Schiedsrichter: Marko Sekulic, Vladimir Jovandic |
| 8. Mai 2025 18:00 Uhr | meiste Tore: Daniel Stanciuc (13) | (13:11) | meiste Tore: Fábio França. Ricardo Caldeira (je 4) | Sala Sporturilor, Constanța Zuschauer: 2.900 Schiedsrichter: Marko Sekulic, Vladimir Jovandic |
| 8. Mai 2025 18:00 Uhr | Strafen: 1×                       | Bericht | Strafen: 1×                                        | Sala Sporturilor, Constanța Zuschauer: 2.900 Schiedsrichter: Marko Sekulic, Vladimir Jovandic |

| 13. März 2025 18:00 Uhr | Polen                              | 36:36   | Portugal                    | Ergo Arena, Danzig Zuschauer: 9.001 Schiedsrichter: Gjorgji Načevski, Slave Nikolov |
| 13. März 2025 18:00 Uhr | meiste Tore: Michał Olejniczak (9) | (16:14) | meiste Tore: João Gomes (7) | Ergo Arena, Danzig Zuschauer: 9.001 Schiedsrichter: Gjorgji Načevski, Slave Nikolov |
| 13. März 2025 18:00 Uhr | Strafen: 1× 3×                     | Bericht | Strafen: 2× 1×              | Ergo Arena, Danzig Zuschauer: 9.001 Schiedsrichter: Gjorgji Načevski, Slave Nikolov |

| 11. Mai 2025 18:00 Uhr | Polen                          | 30:29   | Rumänien                          | Arena Gorzów, Gorzów Wielkopolski Zuschauer: 4.650 Schiedsrichter: Ivan Pavićević. Miloš Ražnatović |
| 11. Mai 2025 18:00 Uhr | meiste Tore: Michał Daszek (8) | (15:14) | meiste Tore: Daniel Stanciuc (10) | Arena Gorzów, Gorzów Wielkopolski Zuschauer: 4.650 Schiedsrichter: Ivan Pavićević. Miloš Ražnatović |
| 11. Mai 2025 18:00 Uhr | Strafen: 1× 2×                 | Bericht | Strafen: 1× 4×                    | Arena Gorzów, Gorzów Wielkopolski Zuschauer: 4.650 Schiedsrichter: Ivan Pavićević. Miloš Ražnatović |

| 13. März 2025 21:00 Uhr | Israel                         | 29:29   | Rumänien                         | Kraljevo Sports Hall, Kraljevo (Serbien) Zuschauer: 250 Schiedsrichter: Ismail Metalari, Nenad Nikolovski |
| 13. März 2025 21:00 Uhr | meiste Tore: Yoav Lumbroso (8) | (14:15) | meiste Tore: Daniel Stanciuc (8) | Kraljevo Sports Hall, Kraljevo (Serbien) Zuschauer: 250 Schiedsrichter: Ismail Metalari, Nenad Nikolovski |
| 13. März 2025 21:00 Uhr | Strafen: 1× 2×                 | Bericht | Strafen: 1× 3×                   | Kraljevo Sports Hall, Kraljevo (Serbien) Zuschauer: 250 Schiedsrichter: Ismail Metalari, Nenad Nikolovski |

| 11. Mai 2025 18:00 Uhr | Israel                         | 33:34   | Portugal                                  | Sala Sporturilor, Constanța (Rumänien) Zuschauer: 0 Schiedsrichter: Stefan Ivanović. Marko Vujisić |
| 11. Mai 2025 18:00 Uhr | meiste Tore: Yoav Lumbroso (9) | (15:17) | meiste Tore: Miguel Jose Soares Neves (6) | Sala Sporturilor, Constanța (Rumänien) Zuschauer: 0 Schiedsrichter: Stefan Ivanović. Marko Vujisić |
| 11. Mai 2025 18:00 Uhr | Strafen: 2× 5×                 | Bericht | Strafen: 1× 5×                            | Sala Sporturilor, Constanța (Rumänien) Zuschauer: 0 Schiedsrichter: Stefan Ivanović. Marko Vujisić |

#### Ranking der Drittplatzierten
Von den acht Drittplatzierten qualifizierten sich die vier besten ebenfalls für die Europameisterschaft 2026. Dazu wurden nur die in Phase 2 der Qualifikation gegen die jeweiligen Gruppenersten und -zweiten bestrittenen Spiele gewertet.
| Pl. | Land         | Sp. | S | U | N | Tore      | Diff. | Punkte |
| --- | ------------ | --- | - | - | - | --------- | ----- | ------ |
| 1.  | Rumänien     | 4   | 1 | 0 | 3 | 0114:1190 | −5    | 2      |
| 2.  | Italien      | 4   | 1 | 0 | 3 | 0114:1220 | −8    | 2      |
| 3.  | Schweiz      | 4   | 0 | 2 | 2 | 0120:1300 | −10   | 2      |
| 4.  | Ukraine      | 4   | 1 | 0 | 3 | 0128:1420 | −14   | 2      |
| 5.  | Litauen      | 4   | 1 | 0 | 3 | 099:1200  | −21   | 2      |
| 6.  | Griechenland | 4   | 1 | 0 | 3 | 099:1220  | −23   | 2      |
| 7.  | Finnland     | 4   | 0 | 0 | 4 | 0103:1310 | −28   | 0      |
| 8.  | Belgien      | 4   | 0 | 0 | 4 | 072:1200  | −48   | 0      |

grün hinterlegt: ist zur Teilnahme an der Europameisterschaft 2026 berechtigt
gelb hinterlegt: ist zur Teilnahme an der Phase 2 der Qualifikationsspiele zur Europameisterschaft 2028 berechtigt

#### Ranking der Viertplatzierten
Das Ranking der Viertplatzierten der Qualifikationsrunde entscheidet über die Teilnahme an der Qualifikation zur Europameisterschaft 2028. Die besten Vier im Ranking der Viertplatzierten starten in der Phase 2 der Qualifikationsspiele zur Europameisterschaft 2028. Die vier schlechtestplatzierten Mannschaften nehmen an der Relegationsrunde der Qualifikation zur Europameisterschaft 2028 teil.
| Pl.                 | Land                    | Sp. | S | U | N | Tore      | Diff. | Punkte |
| ------------------- | ----------------------- | --- | - | - | - | --------- | ----- | ------ |
| 1.                  | Israel                  | 6   | 1 | 2 | 3 | 0176:1910 | −15   | 4      |
| 2.                  | Kosovo                  | 6   | 1 | 1 | 4 | 0162:1900 | −28   | 3      |
| 3.                  | Bosnien und Herzegowina | 6   | 1 | 0 | 5 | 0143:1680 | −25   | 2      |
| 4.                  | Luxemburg               | 6   | 1 | 0 | 5 | 0133:1790 | −46   | 2      |
| 5.                  | Slowakei                | 6   | 0 | 0 | 6 | 0165:1950 | −30   | 0      |
| 6.                  | Türkei                  | 6   | 0 | 0 | 6 | 0173:2130 | −40   | 0      |
| 7.                  | Estland                 | 6   | 0 | 0 | 6 | 0156:2030 | −47   | 0      |
| 8.                  | Lettland                | 6   | 0 | 0 | 6 | 0165:2200 | −55   | 0      |
| Stand: 11. Mai 2025 |                         |     |   |   |   |           |       |        |

gelb hinterlegt: ist zur Teilnahme an der Phase 2 der Qualifikationsspiele zur Europameisterschaft 2028 berechtigt
weiß hinterlegt: ist zur Teilnahme an der Relegationsrunde zur Phase 2 der Qualifikationsspiele zur Europameisterschaft 2028 berechtigt

## Vorbereitungsspiele (EHF Euro Cup)
Die Mannschaften der Gastgeberverbände der Europameisterschaft 2026 (Dänemark, Schweden, Norwegen) und der amtierende Europameister (Frankreich) trugen zur Vorbereitung auf das Turnier den EHF Euro Cup aus. Frankreich gewann den Wettbewerb.
| Pl. | Land       | Sp. | S | U | N | Tore      | Diff. | Punkte |
| --- | ---------- | --- | - | - | - | --------- | ----- | ------ |
| 1.  | Frankreich | 6   | 6 | 0 | 0 | 0209:1940 | +15   | 12     |
| 2.  | Dänemark   | 6   | 3 | 0 | 3 | 0204:1880 | +16   | 6      |
| 3.  | Schweden   | 6   | 3 | 0 | 3 | 0194:1920 | +2    | 6      |
| 4.  | Norwegen   | 6   | 0 | 0 | 6 | 0173:2060 | −33   | 0      |

|            | Danemark | Schweden | Norwegen | Frankreich |
| ---------- | -------- | -------- | -------- | ---------- |
| Danemark   | X        | 30:33    | 32:27    | 38:40      |
| Schweden   | 29:33    | X        | 38:29    | 32:33      |
| Norwegen   | 26:39    | 30:31    | X        | 27:31      |
| Frankreich | 33:32    | 37:31    | 35:34    | X          |

## Teilnehmende Nationen
Folgende Mannschaften sind für die Endrunde vom 15. Januar bis 1. Februar 2026 qualifiziert:
| Mannschaft aus | Qualifikation        | Datum             | Teilnahmen an den bisherigen 16 Europameisterschaften von 1994 bis 2024 | Teilnahmen an den bisherigen 16 Europameisterschaften von 1994 bis 2024                        | Teilnahmen an den bisherigen 16 Europameisterschaften von 1994 bis 2024 |
| Mannschaft aus | Qualifikation        | Datum             | Anzahl                                                                  | Jahre                                                                                          | Titel                                                                   |
| -------------- | -------------------- | ----------------- | ----------------------------------------------------------------------- | ---------------------------------------------------------------------------------------------- | ----------------------------------------------------------------------- |
| Dänemark       | Gastgeber            | 20. November 2021 | 15                                                                      | 1994, 1996, 1998, 2000, 2002, 2004, 2006, 2008, 2010, 2012, 2016, 2018, 2020, 2022, 2024       | 2 (2008, 2012)                                                          |
| Schweden       | Gastgeber            | 20. November 2021 | 15                                                                      | 1994, 1996, 1998, 2000, 2002, 2004, 2008, 2010, 2012, 2014, 2016, 2018, 2020, 2022, 2024       | 5 (1994, 1998, 2000, 2002, 2022)                                        |
| Norwegen       | Gastgeber            | 20. November 2021 | 10                                                                      | 2000, 2006, 2008, 2010, 2012, 2014, 2016, 2018, 2020, 2022, 2024                               | 0                                                                       |
| Frankreich     | Europameister 2024   | 28. Januar 2024   | 16                                                                      | 1994, 1996, 1998, 2000, 2002, 2004, 2006, 2008, 2010, 2012, 2014, 2016, 2018, 2020, 2022, 2024 | 4 (2006, 2010, 2014, 2024)                                              |
| Slowenien      | Qualifikationsspiele | 17. März 2025     | 14                                                                      | 1994, 1996, 2000, 2002, 2004, 2006, 2008, 2010, 2012, 2016, 2018, 2020, 2022, 2024             | 0                                                                       |
| Island         | Qualifikationsspiele | 17. März 2025     | 13                                                                      | 2000, 2002, 2004, 2006, 2008, 2010, 2012, 2014, 2016, 2018, 2020, 2022, 2024                   | 0                                                                       |
| Kroatien       | Qualifikationsspiele | 17. März 2025     | 16                                                                      | 1994, 1996, 1998, 2000, 2002, 2004, 2006, 2008, 2010, 2012, 2014, 2016, 2018, 2020, 2022, 2024 | 0                                                                       |
| Portugal       | Qualifikationsspiele | 17. März 2025     | 08                                                                      | 1994, 2000, 2002, 2004, 2006, 2020, 2022, 2024                                                 | 0                                                                       |
| Ungarn         | Qualifikationsspiele | 7. Mai 2025       | 14                                                                      | 1994, 1996, 1998, 2004, 2006, 2008, 2010, 2012, 2014, 2016, 2018, 2020, 2022, 2024             | 0                                                                       |
| Tschechien     | Qualifikationsspiele | 7. Mai 2025       | 12                                                                      | 1996, 1998, 2002, 2004, 2008, 2010, 2012, 2014, 2018, 2020, 2022, 2024                         | 0                                                                       |
| Deutschland    | Qualifikationsspiele | 7. Mai 2025       | 16                                                                      | 1994, 1996, 1998, 2000, 2002, 2004, 2006, 2008, 2010, 2012, 2014, 2016, 2018, 2020, 2022, 2024 | 2 (2004, 2016)                                                          |
| Georgien       | Qualifikationsspiele | 8. Mai 2025       | 01                                                                      | 2024                                                                                           | 0                                                                       |
| Spanien        | Qualifikationsspiele | 8. Mai 2025       | 16                                                                      | 1994, 1996, 1998, 2000, 2002, 2004, 2006, 2008, 2010, 2012, 2014, 2016, 2018, 2020, 2022, 2024 | 2 (2018, 2020)                                                          |
| Montenegro     | Qualifikationsspiele | 8. Mai 2025       | 07                                                                      | 2008, 2014, 2016, 2018, 2020, 2022, 2024                                                       | 0                                                                       |
| Färöer         | Qualifikationsspiele | 8. Mai 2025       | 01                                                                      | 2024                                                                                           | 0                                                                       |
| Niederlande    | Qualifikationsspiele | 8. Mai 2025       | 03                                                                      | 2020, 2022, 2024                                                                               | 0                                                                       |
| Nordmazedonien | Qualifikationsspiele | 11. Mai 2025      | 08                                                                      | 1998, 2012, 2014, 2016, 2018, 2020, 2022, 2024                                                 | 0                                                                       |
| Serbien        | Qualifikationsspiele | 11. Mai 2025      | 08                                                                      | 2010, 2012, 2014, 2016, 2018, 2020, 2022, 2024                                                 | 0                                                                       |
| Österreich     | Qualifikationsspiele | 11. Mai 2025      | 06                                                                      | 2010, 2014, 2018, 2020, 2022, 2024                                                             | 0                                                                       |
| Polen          | Qualifikationsspiele | 11. Mai 2025      | 12                                                                      | 2002, 2004, 2006, 2008, 2010, 2012, 2014, 2016, 2018, 2020, 2022, 2024                         | 0                                                                       |
| Rumänien       | Qualifikationsspiele | 11. Mai 2025      | 03                                                                      | 1994, 1996, 2024                                                                               | 0                                                                       |
| Italien        | Qualifikationsspiele | 11. Mai 2025      | 01                                                                      | 1998                                                                                           | 0                                                                       |
| Schweiz        | Qualifikationsspiele | 11. Mai 2025      | 05                                                                      | 2002, 2004, 2006, 2020, 2024                                                                   | 0                                                                       |
| Ukraine        | Qualifikationsspiele | 11. Mai 2025      | 07                                                                      | 2000, 2002, 2004, 2006, 2010, 2020, 2022                                                       | 0                                                                       |